# 5 Batalion Celny
5 Batalion Celny – jednostka organizacyjna formacji granicznych II Rzeczypospolitej.

## Formowanie i zmiany organizacyjne
Na podstawie rozkazu Ministra Spraw Wojskowych nr 3046/Org z dnia 24 marca 1921 w miejsce batalionów wartowniczych i batalionów etapowych utworzone zostały bataliony celne. 5 batalion celny powstał z 4/III batalionu wartowniczego, który stacjonował w Okręgu Generalnego „Kielce”. Etat batalionu wynosił 14 oficerów i 600 szeregowych. Podlegał Komendzie Głównej Batalionów Celnych, a pod względem politycznym Ministrowi Spraw Wewnętrznych.
Mimo że batalion był w całym tego słowa znaczeniu oddziałem wojskowym, nie wchodził on w skład pokojowego etatu armii. Uniemożliwiało to uzupełnianie z normalnego poboru rekruta. Ministerstwo Spraw Wojskowych zarówno przy ich formowaniu, jak i uzupełnianiu przydzielało mu często żołnierzy podlegających zwolnieniu, oficerów rezerwy oraz szeregowców i oficerów zakwalifikowanych przez dowództwa okręgów generalnych jako nie nadających się do dalszej służby wojskowej.  Rozkazem tajnym nr 10 z 7 października 1921 Komendant Główny Batalionów Celnych nakazał likwidację batalionów nr 14., 17. i 18. W myśl tego rozkazu 14 batalion celny miał przekazać swoją 1 kompanię do 5 batalionu celnego w Prażce. W dniu 28 października wszystkie kompanie rozformowywanych batalionów winny odejść do miejsc nowego przeznaczenia.
W listopadzie 1921 Ministerstwo Spraw Wewnętrznych postanowiło powołać brygady celne. 5 batalion celny wszedł w struktury 2 Brygady Celnej. 
Na przełomie 1921–1922 5 batalion celny przekazał swój odcinek graniczny nowo powstałemu Inspektoratowi Straży Celnej „Praszka” i niedługo potem rozwiązany.

## Służba celna
17 maja 1921 Główna Komenda Batalionów Celnych zarządziła zmiany dyslokacyjne batalionów. 5 batalion celny miał ochraniać odcinek granicy od Bolesławca do Kamieńska. Sztab batalionu rozlokowany miał być w Prażce.
Odcinek batalionowy podzielony był na cztery pododcinki, które obsadzały kompanie wystawiające posterunki i patrole. Posterunki wystawiano wzdłuż linii granicznej w taki sposób, by mogły się nawzajem widzieć w dzień. W tym zakresie batalion współpracował z posterunkami i patrolami Policji Państwowej. Współpraca polegała na tym, że te pierwsze wystawiały wzdłuż linii granicznej stale posterunki i patrole, natomiast policja tworzyła je w głębi strefy, poza linią graniczną. W zakresie ochrony granicy batalion podlegał staroście.
Sąsiednie bataliony
14 batalion celny w Laskach ⇔ 4 batalion celny w Sosnowcu – VI 1921

## Kadra batalionu
Dowódcy batalionu
| stopień    | imię i nazwisko   | okres pełnienia służby | kolejne stanowisko |
| ---------- | ----------------- | ---------------------- | ------------------ |
| mjr piech. | Zygmunt Krudowski | I 1921 – II 1922       |                    |

## Struktura organizacyjna
| Ordre de Bataille 5 batalionu celnego w Praszce na dzień 1 stycznia i 1 lutego 1922 | Ordre de Bataille 5 batalionu celnego w Praszce na dzień 1 stycznia i 1 lutego 1922 | Ordre de Bataille 5 batalionu celnego w Praszce na dzień 1 stycznia i 1 lutego 1922 | Ordre de Bataille 5 batalionu celnego w Praszce na dzień 1 stycznia i 1 lutego 1922 | Ordre de Bataille 5 batalionu celnego w Praszce na dzień 1 stycznia i 1 lutego 1922 |
| kompania                                                                            | 1. Dzietrzkowice                                                                    | 2. Praszka                                                                          | 3. Podłęże Królewskie                                                               | 4. Żytniów                                                                          |
| ----------------------------------------------------------------------------------- | ----------------------------------------------------------------------------------- | ----------------------------------------------------------------------------------- | ----------------------------------------------------------------------------------- | ----------------------------------------------------------------------------------- |
| dowódcy                                                                             | kpt. Antoni Pojmański                                                               | por. Stanisław Porębski                                                             | kpt. Franciszek Rajtar                                                              | kpt. Karol Górski                                                                   |
| placówki                                                                            | Chrościn                                                                            | Kik                                                                                 | Podłęże Szlacheckie                                                                 | Krzepice                                                                            |
| placówki                                                                            | Gola                                                                                | Przedmość                                                                           | Kuźnica Nowa                                                                        | Bobrowa                                                                             |
| placówki                                                                            | Papiernia                                                                           | Praszka                                                                             | Kluczno                                                                             | Pieńki                                                                              |
| placówki                                                                            | Krupka                                                                              | Szyszków                                                                            | Stany                                                                               | Jelonki                                                                             |
| placówki                                                                            | Bezula                                                                              | Wygiełdów                                                                           | Radły                                                                               | Prosna                                                                              |
| placówki                                                                            | Grześlaki                                                                           |                                                                                     | Kamieńsk                                                                            |                                                                                     |